# Abies nordmanniana
L'abete del Caucaso (Abies nordmanniana) è una conifera sempreverde molto simile all'abete bianco, che sostituisce nelle regioni intorno al Mar Nero. Viene coltivato in altre parti dell'Europa meridionale, spesso per essere utilizzato come albero di Natale.

## Etimologia
Il nome generico Abies, utilizzato già dai latini, potrebbe, secondo un'interpretazione etimologica, derivare dalla parola greca ἄβιος = longevo. Il nome specifico nordmanniana fu assegnato in onore del biologo finlandese Alexander von Nordmann, che introdusse questa sottospecie nei giardini botanici nel 1838.

## Morfologia

### Portamento
L'abete del Caucaso può crescere fino a un'altezza di circa 60 metri e presenta un fusto diritto.
La chioma è conico-piramidale, più regolare dell'Abete bianco; i palchi sono molto fitti e disposti regolarmente con andamento spiralato, quasi mai penduli.

### Corteccia
La corteccia, negli esemplari giovani è liscia, di colore tendente al grigio. Con la crescita diviene più scura e, inspessendo, si screpola in grandi placche separate da profonde incisioni.

### Foglie
Le foglie sono persistenti e rimangono attive circa 6 anni; si presentano come aghi appiattiti, rigidi e inseriti singolarmente sul rametto, secondo una disposizione quasi sempre spiralata, anche se a volte assumono un aspetto più schiacciato con gli apici volti all'insù come una spazzola. (nell'Abete bianco sono sempre disposti a pettine doppio.) Spesso ricoprono l’apice del ramo.
Gli aghi sono lunghi circa 13–30 mm, l'apice è visibilmente arrotondato.
La pagina superiore è lucida, di colore verde scuro, quella inferiore presenta due linee parallele biancastre, dette bande, su cui son disposti gli stomi e i canali linfatici.
Come nell'Abete bianco, anche in questa specie i rametti giovanili sono tomentosi, cioè coperti da una fitta peluria.

### Fiori
Le conifere non producono fiori, ma sporofilli, raggruppati in strobili. Quelli maschili appaiono su tutta la chioma, a maturità hanno forma ovoidale e sono colorati in ocra-giallo. Gli strobili femminili (chiamati pigne) appaiono nei palchi alti della chioma; sono eretti (caratteristica tipica degli abeti), lunghi da 13 a 15 cm, tozzi e molto resinosi. Una caratteristica delle squame consiste nella punta uncinata che sporge verso il basso.
I semi a maturità assumono colore bruno-rossastro: in autunno le pigne si aprono e le squame cadendo liberano i semi. L'asse principale rimane sul ramo per molto tempo.

### Radici
L'apparato radicale è inizialmente di tipo fittonante, con un'unica grande radice che penetra nel terreno verticalmente e funge da ancoraggio; con la crescita si formano anche le radici laterali, contribuendo al bilanciamento della chioma.

## Habitat e distribuzione
L'abete del Caucaso è distribuito in un'area comprendente Caucaso, coste del Mar Nero e Anatolia. 
Vive ad altitudini comprese tra i 200 e i 1.200 m s.l.m. ed è abbastanza rustico, sopportando alte umidità e temperature invernali inferiori ai -25 °C. In primavera questo abete ha una ripresa vegetativa ritardata.

## Tassonomia
È accettata la seguente sottospecie, endemica del Monte Ida e dell'Olimpo della Misia:
- Abies nordmanniana subsp. equi-trojani (Asch. & Sint. ex Boiss.) Coode & Cullen

### Sinonimi
Sono riportati due sinonimi:
- Picea nordmanniana (Steven) Loudon
- Pinus nordmanniana Steven

## Specie affini
Il genere Abies comprende circa 50 specie, di cui la decina che vive nell'areale mediterraneo presenta diffusissimo il fenomeno dell'interfertilità. Gli abeti più diffusi sono:
- Abies alba, diffuso sulle Alpi;
- Abies pinsapo, presente nella penisola Iberica;
- Abies cephalonica, tipica della Grecia.

Sono molto vicine filogeneticamente due specie a rischio di estinzione:
- Abies numidica, che sopravvive in un'area protetta dell'Algeria;
- Abies nebrodensis, ridotta a circa 30 esemplari nel Parco delle Madonie.